# Benoît Bachelet
Pour les articles homonymes, voir Bachelet.
Benoît Bachelet (né le 6 novembre 1974 à Gap dans les Hautes-Alpes en France) est un joueur français de hockey sur glace.

## Biographie
Benoît Bachelet est membre d'une famille liée au monde du hockey sur glace français : ses frères Simon et Romain sont également joueur de hockey sur glace et son autre frère Frédéric est arbitre.
À l'exception d'une saison sous les couleurs du Hockey Club Junior Milano, Benoît Bachelet passe toute sa carrière avec les Brûleurs de loups de Grenoble. En 1993, il remporte le trophée Raymond-Dewas remis au joueur le plus fair-play du championnat. Il gagne le championnat de France avec son club à deux reprises en 1998 et 2007, saison à l'issue de laquelle il prend sa retraite.
Membre de l'équipe de France depuis les rangs juniors, il participe à de nombreuses compétitions internationales dont les Jeux olympiques d'hiver de 2002 où la France termine à la quatorzième et dernière place.
Son maillot 46 a été retiré par les Brûleurs de loups de Grenoble.
Il est actuellement membre du conseil d'administration du club des Brûleurs de loups amateurs, et est également magistrat, en l’occurrence vice-procureur de la République près le Tribunal Judiciaire de Grenoble.
En 2023, il termine la Chartreuse-Terminorum, une des courses les plus difficile au monde : 300 km, 25 000 m de dénivelé, sans GPS ni balisage.

## Statistiques
| Saison    | Équipe                        | Ligue              |    | Saison régulière | Saison régulière | Saison régulière | Saison régulière | Saison régulière |   | Séries éliminatoires | Séries éliminatoires | Séries éliminatoires | Séries éliminatoires | Séries éliminatoires |
| Saison    | Équipe                        | Ligue              | PJ | B                | A                | Pts              | Pun              | PJ               | B | A                    | Pts                  | Pun                  |                      |                      |
| 1992-1993 | Brûleurs de Loups de Grenoble | Division 1 (FRA)   | 21 | 17               | 13               | 30               | 0                |                  |   |                      |                      |                      |                      |                      |
| 1993-1994 | Brûleurs de Loups de Grenoble | Nationale 1        | 16 | 6                | 7                | 13               | 2                | 6                | 2 | 1                    | 3                    | 0                    |                      |                      |
| 1994-1995 | Brûleurs de Loups de Grenoble | Alpenliga          | 11 | 4                | 1                | 5                | 0                |                  |   |                      |                      |                      |                      |                      |
| 1994-1995 | Brûleurs de Loups de Grenoble | Élite              | 20 | 7                | 1                | 8                | 2                | 7                | 3 | 0                    | 3                    | 2                    |                      |                      |
| 1995-1996 | Brûleurs de Loups de Grenoble | Élite              | 27 | 7                | 6                | 13               | 4                | 7                | 2 | 3                    | 5                    | 2                    |                      |                      |
| 1996-1997 | Brûleurs de Loups de Grenoble | Nationale 1A       | 21 | 11               | 12               | 23               | 2                | 11               | 4 | 6                    | 10                   | 2                    |                      |                      |
| 1997-1998 | Brûleurs de Loups de Grenoble | Coupe continentale |    |                  |                  |                  |                  |                  |   |                      |                      |                      |                      |                      |
| 1997-1998 | Brûleurs de Loups de Grenoble | Élite              | 43 | 22               | 16               | 38               | 34               |                  |   |                      |                      |                      |                      |                      |
| 1998-1999 | Brûleurs de Loups de Grenoble | EHL                | 5  | 4                | 2                | 6                | 0                |                  |   |                      |                      |                      |                      |                      |
| 1998-1999 | Brûleurs de Loups de Grenoble | Élite              | 35 | 9                | 22               | 31               | 20               | 14               | 3 | 5                    | 8                    |                      |                      |                      |
| 1999-2000 | Hockey Club Junior Milano     | Élite              | -  | -                | -                | -                | -                | -                | - | -                    | -                    | -                    |                      |                      |
| 1999-2000 | Hockey Club Junior Milano     | Coupe continentale | 3  | 0                | 1                | 1                | 0                |                  |   |                      |                      |                      |                      |                      |
| 2000-2001 | Brûleurs de Loups de Grenoble | Élite              | 28 | 6                | 9                | 15               | 34               |                  | 8 | 1                    | 9                    |                      |                      |                      |
| 2001-2002 | Brûleurs de Loups de Grenoble | Élite              | 36 | 15               | 20               | 35               | 56               |                  |   |                      |                      |                      |                      |                      |
| 2002-2003 | Brûleurs de Loups de Grenoble | Coupe continentale | 3  | 4                | 3                | 7                | 2                |                  |   |                      |                      |                      |                      |                      |
| 2002-2003 | Brûleurs de Loups de Grenoble | Super 16           | 29 | 18               | 24               | 42               | 18               |                  |   |                      |                      |                      |                      |                      |
| 2003-2004 | Brûleurs de Loups de Grenoble | Coupe de France    | 5  | 4                | 4                | 8                | 0                |                  |   |                      |                      |                      |                      |                      |
| 2003-2004 | Brûleurs de Loups de Grenoble | Super 16           | 24 | 9                | 13               | 22               | 38               | 8                | 3 | 3                    | 6                    | 2                    |                      |                      |
| 2004-2005 | Brûleurs de Loups de Grenoble | Coupe de France    | 2  | 0                | 0                | 0                | 0                |                  |   |                      |                      |                      |                      |                      |
| 2004-2005 | Brûleurs de Loups de Grenoble | Ligue Magnus       | 24 | 4                | 15               | 19               | 18               |                  |   |                      |                      |                      |                      |                      |
| 2005-2006 | Brûleurs de Loups de Grenoble | Coupe Continentale | 6  | 2                | 1                | 3                | 0                |                  |   |                      |                      |                      |                      |                      |
| 2005-2006 | Brûleurs de Loups de Grenoble | Coupe de France    | 2  | 2                | 1                | 3                | 0                |                  |   |                      |                      |                      |                      |                      |
| 2005-2006 | Brûleurs de Loups de Grenoble | Ligue Magnus       | 20 | 5                | 10               | 15               | 20               | 7                | 1 | 2                    | 3                    | 4                    |                      |                      |
| 2006-2007 | Brûleurs de Loups de Grenoble | Coupe de la Ligue  | 6  | 0                | 1                | 1                | 2                |                  |   |                      |                      |                      |                      |                      |
| 2006-2007 | Brûleurs de Loups de Grenoble | Coupe de France    | 1  | 0                | 0                | 0                | 0                |                  |   |                      |                      |                      |                      |                      |
| 2006-2007 | Brûleurs de Loups de Grenoble | Ligue Magnus       | 25 | 8                | 8                | 16               | 24               | 12               | 2 | 3                    | 5                    | 12                   |                      |                      |

| Année | Compétition                   |   | PJ | B | A | Pts | Pun | +/- |
| 1993  | Championnat du monde junior B | 7 | 1  | 5 | 6 | 0   | -   |     |
| 1994  | Championnat du monde junior B | 7 | 0  | 2 | 2 | 2   | -   |     |
| 1999  | Championnat du monde          | 3 | 0  | 0 | 0 | 4   | -3  |     |
| 2000  | Championnat du monde          | 6 | 2  | 1 | 3 | 2   | 1   |     |
| 2002  | Jeux olympiques               | 4 | 0  | 0 | 0 | 4   | -1  |     |
| 2002  | Championnat du monde D1       | 5 | 1  | 0 | 1 | 2   | 4   |     |
| 2003  | Championnat du monde D1       | 5 | 1  | 2 | 3 | 0   | 3   |     |
| 2004  | Championnat du monde          | 6 | 1  | 1 | 2 | 0   | 1   |     |

## Palmarès
- Vainqueur du Championnat de France : 1998, 2007
- Vainqueur de la Coupe de France  : 1994
- Vainqueur de la Coupe de la Ligue : 2007